# Ice Princess - Un sogno sul ghiaccio
Ice Princess - Un sogno sul ghiaccio (Ice Princess) è un film del 2005 diretto da Tim Fywell.
La pellicola è stata prodotta dalla Disney.

## Trama
Casey Carlyle è una giovane ragazza timida e riservata, una studentessa modello diligente e determinata, che da sempre aspira ad entrare all'università di Harvard per studiare fisica e matematica, ricevendo il pieno sostegno della madre, e nel tempo libero pratica pattinaggio sul ghiaccio. Per poter entrare a Harvard, il suo professore di scienze le consiglia di svolgere una ricerca che sia eccellente dal punto di vista professionale e che sia completamente personale, con un tocco di originalità. Dopo aver visto una gara di pattinaggio artistico in televisione, Casey decide che la sua ricerca si baserà su quello sport: andando a vedere le lezioni di future campionesse e cominciando a praticare lei stessa tale sport, Casey si appassiona sempre di più al pattinaggio e lentamente rinuncia alla sua carriera scolastica per pattinare. Iniziando a dedicarsi esclusivamente al pattinaggio, la ragazza contemporaneamente comincia ad avere problemi nello studio a scuola, con grande disappunto di sua madre con la quale avrà forti litigi poiché preoccupata ed insicura per il futuro della figlia. Nonostante tutto Casey non se la sente di rinunciare, anche perché il praticare il pattinaggio non solo ha aperto gli occhi alla giovane, ma ha anche permesso a Casey di aprirsi, di stringere amicizia con diverse persone che all'inizio sembravano appartenere ad universo parallelo a quello che ha sempre conosciuto e soprattutto di trovare e vivere l'amore con il simpatico Teddy, che lavora nella pista dove le future campionesse si allenano. Casey, dopo un brutto colpo durante una gara dove apprende di essere stata molto ingenua e di essere stata ingannata dal suo stesso istruttore, e venuta suo malgrado a conoscenza di come spesso vadano le cose nello sport, dopo un momento di sconforto vorrebbe chiudere i rapporti che aveva stretti e sembra decisa a rinunciare al pattinaggio e rimettere la testa a posto sui libri di fisica. Tuttavia la sua passione ritorna più accesa che mai e vincendo il suo grande conflitto interiore ritorna a gareggiare nella pista ritornando l'intesa amicale con le compagne, la sua allenatrice e con il suo ragazzo spasimante. La madre non ne vuole ancora sapere, però, dopo averla vista pattinare e vincere il secondo premio alle gare regionali di pattinaggio, si convince della bravura della figlia e mette da parte il rancore provato nei suoi confronti donandole ancora una volta il suo totale appoggio e sostegno.

## Colonna sonora
1. Caleigh Peters "Reach"
2. Emma Roberts "If I Had it My Way"
3. Jesse McCartney "Get Your Shine On"
4. Michelle Branch "You Set Me Free"
5. Diana DeGarmo "Reachin' For Heaven"
6. Aly & A.J. "No One"
7. Lucy Woodward "It's Oh So Quiet"
8. Superchick "Get Up"
9. Hayden Panettiere "I Fly"
10. Jump 5 "Just A Dream"
11. Raven-Symoné "Bump"
12. Tina Sugandh "There Is No Alternative"
13. Natasha Bedingfield "Unwritten"
14. Madonna "Ray Of Light"

## Distribuzione
Date di uscita:
- 18 marzo 2005 negli Stati Uniti
- 22 aprile 2005 in Islanda
- 11 maggio 2005 negli Emirati Arabi Uniti
- 12 maggio 2005 in Portogallo (O Caminho para a Fama)
- 13 maggio 2005 in Spagna (Soñando, soñando... triunfé patinando)
- 19 maggio 2005 in Messico
- 16 giugno 2005 a Singapore
- 23 giugno 2005 in Australia
- 24 giugno 2005 in Italia e Svizzera italiana
- 22 luglio 2005 in Turchia
- 28 luglio 2005 in Germania (Die Eisprinzessin)
- 18 agosto 2005 in Austria (Die Eisprinzessin)
- 16 settembre 2005 a Panama
- 22 settembre 2005 nella Svizzera tedesca
- 12 ottobre 2005 nei Paesi Bassi
- 2 novembre 2005 in Argentina (Sueños sobre hielo)
- 14 dicembre 2005 in Kuwait

### Versione italiana
La direzione del doppiaggio e i dialoghi italiani sono a cura di Alessandro Rossi, con l'assistenza di Silvia Ferri, per conto della SEFIT-CDC.